# Buzara lageos
Buzara lageos là một loài bướm đêm thuộc họ Erebidae. Nó được tìm thấy ở Indonesia.